# Hydrelia castaria
Hydrelia castaria är en fjärilsart som beskrevs av John Henry Leech 1897. Hydrelia castaria ingår i släktet Hydrelia och familjen mätare. Inga underarter finns listade i Catalogue of Life.